# Meñaka
Meñaka város Spanyolországban,  Bizkaia tartományban. Meñaka Mungia, Bermeo, Arrieta, Fruiz és Gamiz-Fika községekkel határos. Lakosainak száma 767 fő (2024).

## Népesség
A település népessége az utóbbi években az alábbiak szerint változott:
| Lakosok száma | 518  | 563  | 646  | 678  | 754  | 745  | 750  | 761  | 751  | 767  |
|               | 2001 | 2004 | 2007 | 2009 | 2012 | 2014 | 2017 | 2019 | 2022 | 2024 |